# المغابشة (كعيدنة)

تعديل مصدري - تعديل

المغابشة هي إحدى قرى عزلة سواخ بمديرية كعيدنة التابعة لمحافظة حجة، بلغ تعداد سكانها 142 نسمة حسب تعداد اليمن لعام 2004.